# Lea Sirk
Lea Sirk (ur. 1 września 1989 w Koprze) – słoweńska piosenkarka i autorka tekstów, reprezentantka Słowenii w 63. Konkursie Piosenki Eurowizji (2018).

## Życiorys

### Kariera
Naukę śpiewu rozpoczęła w wieku pięciu lat. Studiowała na Konserwatorium muzycznym w Genewie na wydziale fletu.
W 2009 z piosenką „Znamenje iz sanj” zajęła dziewiąte miejsce w finale słoweńskich eliminacji do 54. Konkursu Piosenki Eurowizji. 21 lutego 2010 z piosenką „Vampir je moj poet” zajęła dziesiąte miejsce w finale krajowych eliminacji do 55. Konkursu Piosenki Eurowizji. W 2011 była wokalistką wspomagającą Niny Pušlar podczas jej występu w eliminacjach do 56. Konkursu Piosenki Eurowizji. W 2012 wystąpiła na festiwalu Slovenska popevka, na którym zdobyła nagrodę jury za najlepsze wykonanie.
W 2014 wydała debiutancki album studyjny, zatytułowany Roža. W tym samym roku była także wokalistką wspomagającą Tinkary Kovač podczas występu w 59. Konkursie Piosenki Eurowizji w Kopenhadze. Dwa lata później wspomagała ManuEllę podczas występu w 61. Konkursie Piosenki Eurowizji w Sztokholmie. W 2017 wzięła udział w programie Znan obraz ima svoj glas, słoweńskim odpowiedniku programu Twoja twarz brzmi znajomo, w którym dotarła do finału, a także wystartowała w słoweńskich eliminacjach do 62. Konkursu Piosenki Eurowizji z piosenką „Freedom”. Odpadła w półfinale selekcji.

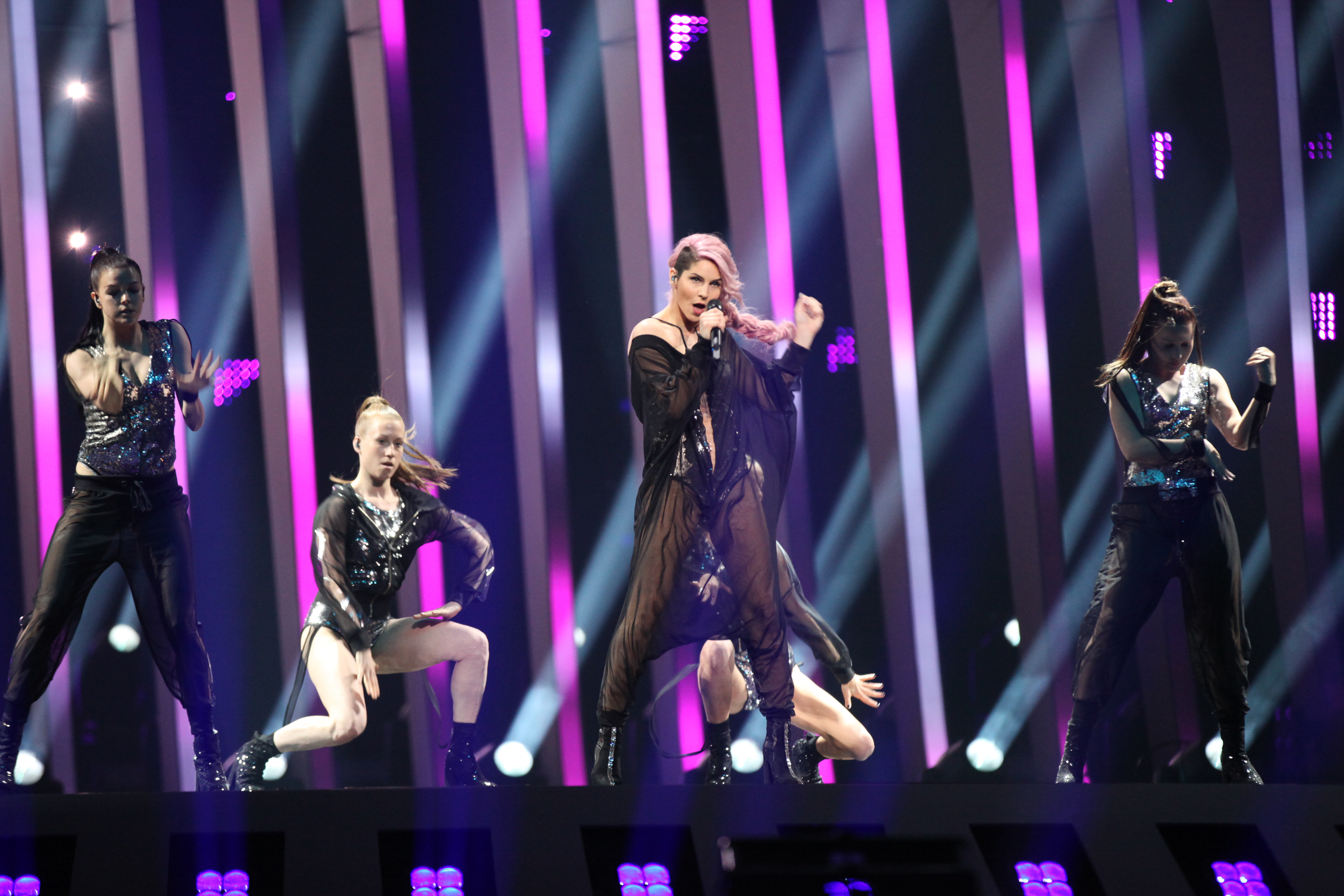
Lea Sirk podczas prób do występu w 63. Konkursie Piosenki Eurowizji, maj 2018

W 2018 z piosenką „Hvala, ne!” zakwalifikowała się do stawki konkursowej słoweńskich eliminacji eurowizyjnych. 24 lutego zajęła pierwsze miejsce w finale selekcji, zostając reprezentantką Słowenii w 63. Konkursie Piosenki Eurowizji w Lizbonie. Po wyborze na reprezentantkę kraju wystąpiła na przedeurowizyjnych koncertach promocyjnych w Tel Awiwie i Amsterdamie. 10 maja wystąpiła w drugim półfinale konkursu jako siedemnasta w kolejności i z ósmego miejsca awansowała do finału, który odbył się 12 maja. Wystąpiła w nim z trzecim numerem startowym i zajęła 22. miejsce po zdobyciu 64 punktów, w tym 23 punkty od telewidzów (22. miejsce) i 41 pkt od jurorów (19. miejsce). W tym samym roku wydała drugi album, zatytułowany po prostu 2018.
W maju 2020 roku wystąpiła w projekcie Eurovision Home Concerts, w którym wykonała „Hvala, ne!” i cover kompozycji „If Love Was a Crime” bułgarskiej piosenkarki Poli Genowej.

### Życie prywatne
Związana była z producentem muzycznym Gaberem Radojevičem, z którym ma dwie córki: Ael (ur. luty 2013) i Się (ur. 2015). W lutym 2020 roku poinformowała o rozstaniu z Radojevičem, a niedługo później poinformowano, że jej partnerem jest koszykarz Alen Hodžić, z którym ma syna Taia (ur. listopad 2021).

## Dyskografia

### Albumy studyjne
- Roža (2014)
- 2018 (2018)